# Hannu Tolonen
Hannu Mikael Tolonen, född 11 mars 1945 i Åbo, är en finländsk jurist. 
Tolonen var assistent vid Åbo universitet 1974–1984, blev juris doktor 1984 på en idéhistorisk avhandling om Thomas av Aquino, Luonto ja legitimaatio, var biträdande professor i allmän rättsvetenskap och rättshistoria 1984–1992 samt blev 1992 professor i allmän rättsvetenskap. Han har i artiklar behandlat traditionella rättsteoretiska ämnen.